# Okwiri Oduor
Okwiri Oduor, née en 1988 ou 1989 à Nairobi, est une écrivaine kényane de langue anglaise. Elle a remporté en 2014 le Prix Caine.

## Biographie
Son roman The Dream Chasers (Les Chasseurs de rêve) est remarqué en 2012 par le Commonwealth Book Prize. Sa nouvelle My Father's Head (La Tête de mon père) obtient en 2014 le Prix Caine pour l'écriture africaine. Elle est le troisième Kényane à gagner ce prix après Binyavanga Wainaina en 2002 et Yvonne Adhiambo Owuor en 2003,.
En avril 2014, elle figure avec son récit Rag Doll (Poupée de chiffon) lors du Hay Festival dans la liste du projet Africa39 qui désigne 39 auteurs particulièrement prometteurs, ayant moins de 40 ans, originaires d'Afrique subsaharienne et de sa diaspora ; sa nouvelle est éditée par Ellah Allfrey dans l'anthologie Africa39 : new writing from Africa South of the Sahara.
Elle se consacre à l'écriture d'un nouveau roman,.